# Скормети
Скормети (груз. სკორმეთი), также Скордзети — село в Грузии, на территории Местийского муниципалитета края (мхаре) Самегрело-Верхняя Сванетия.

## География
Село находится в северо-западной части Грузии, на правом берегу реки Ингури, на расстоянии приблизительно 48 километров (по прямой) к западо-юго-западу от посёлка городского типа Местиа, административного центра муниципалитета. Абсолютная высота — 874 метра над уровнем моря.

## Население
По результатам официальной переписи населения 2014 года в Скормети проживало 23 человека (11 мужчин и 112 женщин). В национальной структуре населения грузины составляли 100 %.
| Год  | Население, человек |
| ---- | ------------------ |
| 2002 | 59                 |
| 2014 | ↘ 23               |